# Lijst van trainers van Al-Fujairah SC
Dit is een lijst van trainers van het eerste elftal van Al-Fujairah SC.

## Trainers
| Naam                  | Land van herkomst            | Begin periode    | Einde periode   | Prijzen            | Opmerkingen/Wijze van vertrek                                      |
| --------------------- | ---------------------------- | ---------------- | --------------- | ------------------ | ------------------------------------------------------------------ |
| Hassan Shehata        | Egypte                       | juli 2000        | november 2000   |                    |                                                                    |
| Ion Ion               | Roemenië                     | 2002             | 2003            |                    |                                                                    |
| Abdulwahab Qadir      | Syrië                        | 2003             | november 2005   |                    | Miguel Ángel Basílico vervangt hem                                 |
| Miguel Ángel Basílico | Argentinië                   | november 2005    | mei 2006        | VAE Eerste Divisie |                                                                    |
| Lotfi Benzarti        | Tunesië                      | juni 2006        | december 2006   |                    | Reinhard Fabisch vervangt hem                                      |
| Reinhard Fabisch      | Duitsland                    | December 2006    | mei 2007        |                    | Ontslagen, Thair Jassam vervangt hem                               |
| Thair Jassam          | Irak                         | 19 juni 2007     | 5 december 2008 |                    |                                                                    |
| Miguel Ángel Basílico | Argentinië                   | december 2008    | mei 2009        |                    | Contract niet verlengd, Sofiène Hidoussi vervangt hem              |
| Sofiène Hidoussi      | Tunesië                      | juni 2009        | oktober 2009    |                    | Ontslag genomen, Hilal Mohammed vervangt hem                       |
| Hilal Mohammed        | Verenigde Arabische Emiraten | november 2009    | februari 2010   |                    | Ontslagen, Khaled Eid vervangt hem                                 |
| Khaled Eid            | Egypte                       | februari 2010    | september 2010  |                    | Serge Devèzev vervangt hem                                         |
| Serge Devèze          | Frankrijk                    | oktober 2010     | januari 2011    |                    | Ontslagen, Mounir Chebil vervangt hem                              |
| Mounir Chebil         | Tunesië                      | januari 2011     | februari 2011   |                    | Ontslagen, Thair Jassem vervangt hem                               |
| Thair Jassam          | Irak                         | 22 februari 2011 | 2 juni 2011     |                    | Contract getekend bij Al-Faisaly FC, Sérgio Alexandre vervangt hem |
| Sérgio Alexandre      | Brazilië                     | juni 2011        | december 2011   |                    | Contract getekend bij Al-Shaab, Džemal Hadžiabdić vervangt hem     |
| Džemal Hadžiabdić     | Bosnië en Herzegovina        | 1 januari 2012   | 30 juni 2012    |                    | Hatem Souissi vervangt hem                                         |
| Hatem Souissi         | Tunesië                      | juni 2012        | augustus 2012   |                    | vertrokken zonder reden, Paulo Campos vervangt hem                 |
| Paulo Campos          | Brazilië                     | augustus 2012    | januari 2013    |                    | Ontslagen Khamis Rabie en Stefano Cusin vervangt hem               |
| Khamis Rabie          | Verenigde Arabische Emiraten | 3 januari 2013   | mei 2013        |                    |                                                                    |
| Stefano Cusin         | Italië                       | 3 januari 2013   | 28 oktober 2013 |                    | Ontslagen, Džemal Hadžiabdić vervangt hem                          |
| Džemal Hadžiabdić     | Bosnië en Herzegovina        | oktober 2013     | september 2014  |                    | Abdulwahab Qadir vervangt hem                                      |
| Abdulwahab Qadir      | Irak                         | september 2014   | 1 december 2014 |                    | Ontslagen, Ivan Hašek vervangt hem                                 |
| Ivan Hašek            | Tsjechië                     | 12 december 2014 | 6 maart 2016    |                    | Ontslagen                                                          |
| Stéphane Ziani        | Frankrijk                    | 6 maart 2016     | 14 maart 2016   |                    | Eid Baroot vervangt hem                                            |
| Eid Baroot            | Verenigde Arabische Emiraten | maart 2016       | oktober 2016    |                    | Contract ontbonden, Džemal Hadžiabdić vervangt hem                 |
| Džemal Hadžiabdić     | Bosnië en Herzegovina        | 9 november 2016  | 9 april 2017    |                    | Ontslagen, Tarek Mostafa vervangt hem                              |
| Tarek Mostafa         | Egypte                       | 11 april 2017    | 6 mei 2017      |                    | Contract niet verlengd, Diego Maradona vervangt hem                |
| Diego Maradona        | Argentinië                   | 7 mei 2017       | 27 april 2018   |                    | Ontslag genomen, Abullah Mesfer vervangt hem                       |
| Abdullah Mesfer       | Verenigde Arabische Emiraten | mei 2018         | mei 2018        |                    | Interim, Ivan Hašek vervangt hem                                   |
| Ivan Hašek            | Tsjechië                     | mei 2018         | februari 2019   |                    | Contract ontbonden                                                 |
| Abdullah Mesfer       | Verenigde Arabische Emiraten | februari 2019    | mei 2019        |                    | Madjid Bougherra vervangt hem                                      |
| Madjid Bougherra      | Algerije                     | juni 2019        | februari 2020   |                    | Contract ontbonden, Fabio Viviani vervangt hem                     |
| Fabio Viviani         | Italië                       | februari 2020    | juni 2020       |                    |                                                                    |
| Goran Tufegdžić       | Servië                       | juli 2020        | februari 2021   |                    | Contract ontbonden, Nacif Beyaoui vervangt hem                     |
| Nacif Beyaoui         | Tunesië                      | februari 2021    | mei 2021        |                    | Mohammed Al-Timoumi vervangt hem                                   |
| Mohammed Al-Timoumi   | Verenigde Arabische Emiraten | juni 2021        | mei 2022        |                    | vertrokken, Sofiane nechma vervangt hem                            |
| Sofiane Nechma        | Algerije                     | juli 2022        | november 2022   |                    | ontslagen, Mohammed Al Hosani vervangt hem                         |
| Mohammed Al Hosani    | Verenigde Arabische Emiraten | november 2022    | oktober 2023    |                    | Ontslagen, Željko Markov vervangt hem                              |
| Željko Markov         | Servië                       | oktober 2023     |                 |                    |                                                                    |